# Porphyrosela homotropha
Porphyrosela homotropha är en fjärilsart som beskrevs av Lajos Vári 1963. Porphyrosela homotropha ingår i släktet Porphyrosela och familjen styltmalar.
Artens utbredningsområde är Etiopien. Inga underarter finns listade i Catalogue of Life.